# Psychotria hunteri
Psychotria hunteri är en måreväxtart som först beskrevs av John Horne och John Gilbert Baker, och fick sitt nu gällande namn av Albert Charles Smith. Psychotria hunteri ingår i släktet Psychotria och familjen måreväxter. Inga underarter finns listade i Catalogue of Life.